# Teresa Valero
Teresa Valero est une autrice de bande dessinée et animatrice espagnole née le 23 juillet 1969 à Madrid.

## Biographie
Née en 1969 à Madrid, Teresa Valero travaille plusieurs années dans l'animation et cofonde le studio Tridente Animación avec Juan Díaz Canales et d’autres amis en 1996.
Elle entame sa carrière dans la bande dessinée à partir de 2007 en tant que scénariste de la série Sorcelleries, dessinée par Juanjo Guarnido et publiée chez Dargaud entre 2008 et 2012. Cette bande dessinée jeunesse porte sur trois sorcières ayant, par erreur, reçu un bébé fée. Valero est également scénariste de la série Curiosity Shop, servie par le dessin de Montse Martín, pour Glénat ; trois volumes paraissent entre 2011 et 2013. En 2013, elle devient illustratrice avec We are family, sur un scénario de Marie Pavlenko, pour les éditions Delcourt. Leur travail reçoit le prix « première bulle 2013 » au Festival Angers-BD.
Teresa Valero s'associe ensuite à Juan Díaz Canales pour rédiger le scénario du diptyque Gentlemind, dessiné par Antonio Lapone pour Dargaud : les volumes sont publiés en 2020 et 2022 et la narration porte sur l'ascension d'une femme dans la presse aux États-Unis dans les années 1940,. En 2021, Valero signe son premier ouvrage en tant qu'auteur complet avec Contrapaso : Les enfants des autres. La narration met en scène Émilio Sanz, journaliste chargé des faits divers à Madrid en 1956, sous la dictature franquiste,,. Ce premier volume vaut à l'artiste le prix Mor Vran BD du Goéland Masqué et le prix BD Hors les murs 2022.

## Œuvres

### Ouvrages

#### En français
- Sorcelleries (scénario), dessin de Juanjo Guarnido, Dargaud

1. Le ballet des mémés , 2008  (ISBN 9782205060058)
2. Que la lumière soit fête !, 2008  (ISBN 9782205061895)
3. Les jeux sont fées !, 2012  (ISBN 9782205063004)
4. Hors-série : Le ballet des mémés, 2008  (ISBN 2916328114)

- Curiosity Shop (scénario), dessin de Montse Martín, Glénat

1. 1914 - Le Réveil, 2011  (ISBN 9782723472807)
2. 1915 - Au-dessus de la mêlée, 2012  (ISBN 9782723485708)
3. 1915 - Le Moratoire[16], 2013  (ISBN 9782723492867)

- We are family (dessin), scénario de Marie Pavlenko, Delcourt

1. Il était deux petits hommes, 2013  (ISBN 9782756033587)

- Gentlemind, co-scénarisée avec Juan Díaz Canales, dessin d'Antonio Lapone, Dargaud

1. Épisode 1, 2020  (ISBN 9782205076370)
2. Épisode 2, 2022  (ISBN 9782205087246)

- Contrapaso (scénario et dessin), Dupuis

1. Les enfants des autres[17], 2021  (ISBN 9791034731411)

#### En espagnol
- Brujeando, con dibujos de Juanjo Guarnido, Astronave, 1985
- Contrapaso: Los hijos de los otros, Norma Editorial

1. Los Hijos de Los Otros, 2021  (ISBN 9788467944587)

- Gentlemind, con guion de Teresa Valero y Juan Díaz Canales e ilustraciones de Antonio Lapone, Norma Editorial, 2022

### Documentation
- Jacques et Teresa Valero (int.), « Entretien avec Teresa Valero, autrice de Contrapaso », sur ComixTrip, 24 avril 2021.